# Хант, Гарет (актёр)
А́лан Леона́рд Ха́нт (известный как Гарет Хант, англ. Gareth Hunt; 7 февраля 1942, Лондон — 14 марта 2007, Суррей) — британский актёр. Известность приобрёл в 1970-х годах по роли лакея Фредерика Нортона в телесериале «Вверх и вниз по лестнице» и Майка Гэмбита в телесериале Новые Мстители.

## Биография
Родился в Баттерси, Лондон в 1942 году. В 15 лет он поступил на службу в Торговый флот. Проявляя интерес к актёрскому мастерству с ранних лет, он впоследствии обучался в Академии драматического искусства Уэббера Дугласа. В начале 1970-х он присоединился к Королевской шекспировской труппе и Национальному театру. Среди многих постановок, в которых он появлялся, были Двенадцатая ночь, Антоний и Клеопатра и Гамлет.

## Фильмография
- Ради любви Ады (1972) — полицейский
- Мир полон женатых мужчин (1979) — Джей Гроссман
- Забавные деньги (1983) — Кит Бэнкс
- Кровавая баня в доме смерти (1984) — Эллиот Брум
- На волосок от гибели (1987) — разбойник
- Это не могло случиться здесь (1988) — дядюшка Дредж / продавец открыток / чревовещатель
- Хор без оваций (1989) — Ян Хаббард
- Леди и разбойник (1989) — кучер
- Призрак в Монте-Карло (1990) — Далтон
- Свирепые создания (1997) — инспектор Мэйсфилд
- Невероятные приключения Марко Поло (1998) — великий магистр
- Роковые выстрелы (1998) — инспектор Басс
- Тайна рукописи (2007) — Рой Макбрайд